# 赵琳 (足球运动员)
赵琳（1966年2月15日—），是已退役的中国职业足球运动员，曾入选中国国家队，现在进行青少年足球培训。

## 俱乐部生涯
赵琳在1983年入选大连青年队，担任球队主力前锋兼队长。1985年升入大连一线队，其位置从前锋变为中后卫。1989年之后成为大连队主力，并以主力中后卫的身份和大连万达一同夺得首届甲A职业联赛的冠军。1995赛季联赛第6轮，由于他的左腿膝盖半月板受伤接受手术，归队后失去在队中的主力位置。  
1997年，赵琳被租借到乙级联赛球队成都五牛，帮助球队获得当赛季乙级联赛亚军，升级到甲B联赛。1998年他转会到厦门远华，厦门远华在1999赛季获得甲B联赛冠军。赵琳在时隔三年后，再次出现在中国足球顶级联赛的赛场，但在半年后的2000赛季二次转会中，他选择离开了球队。2001年，赵琳来到刚刚成立的大连赛德隆，担任球队队长。大连赛德隆在该赛季乙级联赛中获得冠军，升级成功。2002年，他又加盟另一支刚成立的大连球队大连三德征战乙级联赛。大连三德在2002赛季中乙联赛半决赛被广东雄鹰淘汰，冲甲失败。赛季结束后，赵琳宣布退役。
2003年赵琳开始担任大连实德助理教练兼预备队教练。2004年离开球队。现在进行青少年足球培训。

## 国家队生涯
1992年赵琳曾被施拉普纳召入中国国家队，并在1992年广岛亚洲杯和泰王杯有不俗的表现，成为球队的主力首选之一。但在1993年赵琳左腿韧带撕裂，不得不退出国家队。之后再也没有获得为国家队出战的机会。

## 荣誉
- 大连万达
  - 甲A联赛冠军：1994，1996
  - 甲A联赛季军：1990，1992
  - 甲B联赛亚军：1989
  - 中国足协杯冠军：1992
  - 中国足协杯亚军：1990

- 成都五牛
  - 乙级联赛亚军：1997

- 厦门远华
  - 甲B联赛冠军：1999

- 大连赛德隆
  - 乙级联赛冠军：2001

- 大连三德
  - 乙级联赛季军：2002

- 中国国家队
  - 亞洲盃足球賽季军：1992